# Bysjön (Ringarums socken, Östergötland)
Bysjön är en sjö i Valdemarsviks kommun i Östergötland och ingår i Söderköpingsån-Vindåns kustområde. Sjön har en area på 0,0891 kvadratkilometer och ligger 43,9 meter över havet.

## Delavrinningsområde
Bysjön ingår i det delavrinningsområde (646107-155066) som SMHI kallar för Mynnar i havet. Medelhöjden är 39 meter över havet och ytan är 27,26 kvadratkilometer. Det finns inga avrinningsområden uppströms utan avrinningsområdet är högsta punkten. Avrinningsområdets utflöde mynnar i havet. Avrinningsområdet består mestadels av skog (78 procent) och jordbruk (13 procent). Avrinningsområdet har 0,09 kvadratkilometer vattenytor vilket ger det en sjöprocent på 0,3 procent.